# Fabi Marcel·lí
Fabi Marcel·lí (en llatí Fabius Marcellinus) va ser un escriptor i historiador romà, del qual només en subsisteixen unes poques fonts secundàries. De l'obra original no queda gairebé res.
Va escriure una biografia de Trajà que és mencionada per Lampridi. Flavi Vopisc també en parla, encara que el situa entre els historiadors d'importància secundària, junt amb el mateix Lampridi i alguns altres.
Torres Amat el fa originari de Tarragona i diu que també era autor d'una biografia de l'emperador Alexandre Magne. També diu que va ser comes d 'Alexandre Sever i Elagàbal, però d'això no n'està segur i postula que podria tractar-se d'un fill d'aquest.